# Мышеловка (Киев)

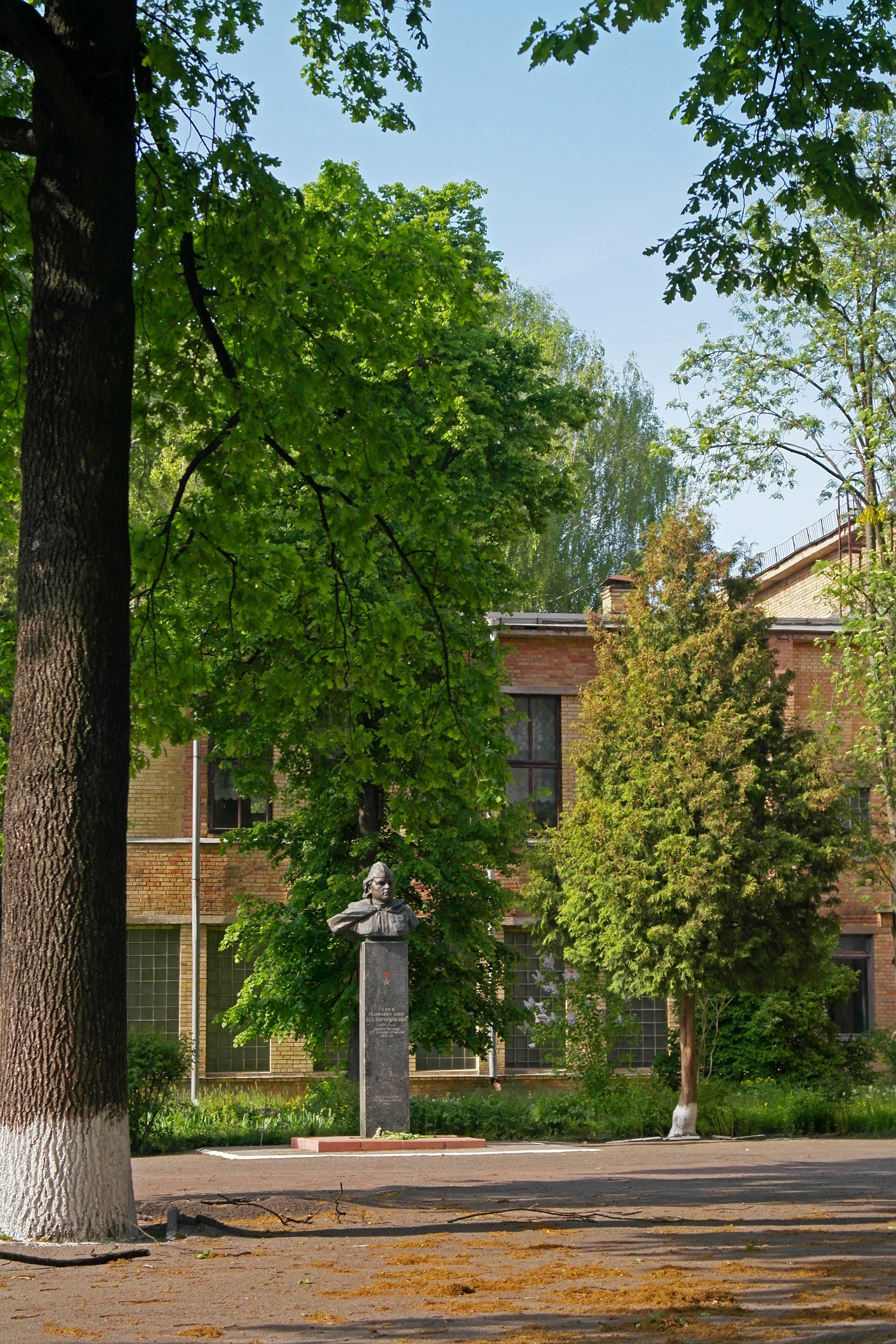
Бюст Марии Боровиченко у школы № 122

Мышело́вка (укр. Мишоловка) — историческая местность на территории Голосеевского района города Киева. Мышеловка (Мишаловка, Мешаловка) располагается на южной окраине Киева между Багриновой Горой, Китаевым и Голосеевским лесом. Главные её улицы — Квитки-Основьяненко и Ягодная.
Впервые упоминается в 1618 году как селение «Мишаловка» — владение Печерского монастыря. Предполагается, что название происходит от мельницы, где смешивали различные виды зерна. С конца XVIII века фигурирует под названием «Мышаловка». В 1900 года деревня Мышаловка Хотовской волости насчитывала 716 жителей, занимающихся земледелием, а также работающих в Киеве и зарабатывающих на жизнь перевозкой кирпича (в Мышаловке работало пять кирпичных заводов). C 1923 года — в городской черте.

Во время Великой Отечественной войны село было почти полностью разрушено, восстановлено в конце 1940-х — начале 1950-х годов. Современная застройка в основном состоит из частных домов и дач. Возле средней школы № 122 — памятник местной уроженке Марии Боровиченко, Герою Советского Союза. На Мышеловке по адресу ул. Армейская, 30/12 проживал Герой Советского Союза майор авиации Михаил Петрович Цисельский.
Здесь же, на территории бывшего братского кладбища Спасо-Преображенской пустыни, похоронен один из последних на сей день[когда?] православных юродивых старец Паисий.